# Afasia de Wernicke

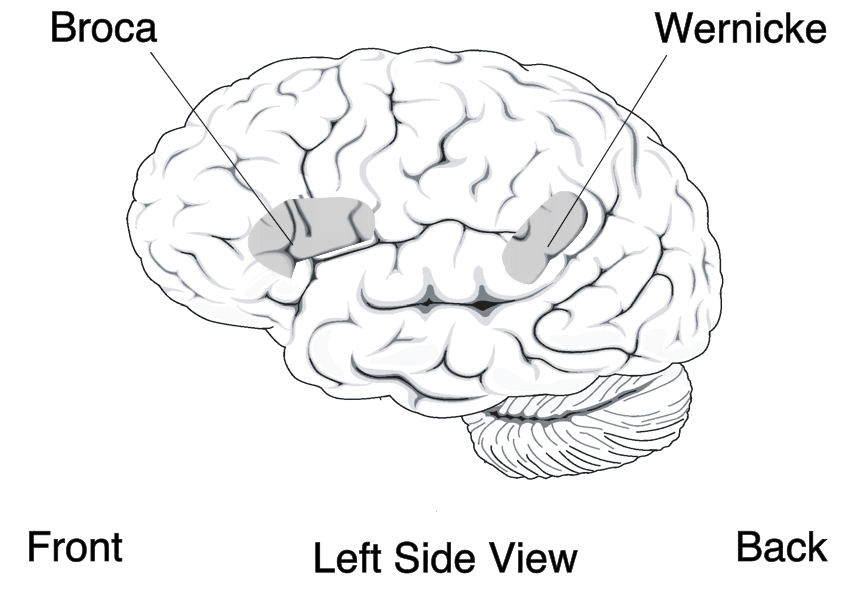
Áreas do cérebro cuja perturbação causa afasia de Broca ou de Wernicke

Afasia de Wernicke é uma alteração na linguagem oral e escrita, tornando a comunicação sem muita precisão, que é ocasionada por uma lesão neurológica. Pode ser causada por um transtorno primário (inflamação no conduto auditivo interno), lesão neurológica em decorrências de  traumatismo cranioencefálico e/ou problema vasculares como acidente vascular encefálico.
Nesta afasia ocorre uma lesão na 1ª circunvolução temporal esquerda, mas a linguagem oral e escrita não são prejudicadas. Sua maior dificuldade está na compreensão.

## Sintomas
- perda da capacidade de simbolizar;
- observa-se erros de trocas e repetição de palavras na linguagem oral;
- dificuldade de nomear cores, números (com mais de 2 algarismos), objetos, formas, letras e categorias (ex: animais);
- em alguns casos, perda da escrita
- em alguns casos, perda da leitura compreensiva e silenciosa
- já na afasia de Broca a leitura compreensiva e silenciosa estão preservadas ou com certa dificuldades.
- dificuldade de narrar fatos e outros;
- dificuldade ou incapacidade de reconhecer símbolos lingüísticos;
- em alguns casos, o diálogo é deficiente ou quase impossível.
- dificuldade de memória.